# Chas Newby
Chas Newby (Blackpool, 18 giugno 1941 – Londra, 22 maggio 2023) è stato un bassista inglese particolarmente noto per la sua collaborazione con i Beatles.

## Carriera

### Gli inizi
Quando i Beatles tornarono dalla Germania per la prima volta, avevano bisogno di un bassista per sostituire Stuart Sutcliffe, così Pete Best suggerì come turnista Chas Newby.  Newby era stato con i Blackjacks (il gruppo di Best), e ora frequentava l'università; tuttavia, era in vacanza, e così accettò di suonare con i Beatles.
Newby apparve con i Beatles per quattro impegni nel dicembre 1960 (17 dicembre, a Liverpool; 24 dicembre a Liscard; 27 dicembre, a Litherland  31 dicembre a Londra). 
John Lennon gli chiese di andare in Germania Ovest per il secondo viaggio dei Beatles, ma Newby scelse di tornare all'università. Dopo che Lennon e George Harrison rifiutarono entrambi di passare al basso, Paul McCartney, che in precedenza suonava la chitarra e il pianoforte, divenne con riluttanza il bassista della band.

### Dopo i Beatles
Negli anni successivi ha insegnato matematica alla Droitwich Spa High School di Droitwich, e si è cimentato nella scrittura, pubblicando alcuni saggi di storia. Dal 2016, Newby si esibiva come membro dei Quarrymen.
Morì a causa di un infarto il 22 maggio 2023.

## Discografia

### Solista
- 1984 - All I Wanna Do
- 1992 - Doug's Stomp

### Con i  Querryman
- 2020 - The Querryman Live in Penny Lane